# توکای اکوادوری
توکای اکوادوری (نام علمی: Turdus maculirostris) یک پرنده ساکن در غرب آمریکای جنوبی در غرب اکوادور و در شمال غربی پرو است. در گذشته به عنوان زیرگونه‌ای از توکای عینکی (توکای چشم‌زرد)، Turdus nudigenis در نظر گرفته می‌شد، اما دارای چشمانی باریک‌تر است و به‌طور گسترده‌ای از نظر گسترهٔ پراکنش از هم جدا شده است.
زیستگاه این توکا درختزارها و حاشیه‌های جنگلی و پاک‌تراشی‌ها تا ارتفاع ۲۰۰۰ متری است.